# Wilhelm Niederhuemer
Wilhelm Niederhuemer (* 20. Jänner 1947 in Niederneukirchen) ist ein österreichischer Geschäftsführer und ehemaliger Politiker (FPÖ). Niederhuemer war im Jahr 2000 Abgeordneter zum Nationalrat.

## Ausbildung und Beruf
Niederhuemer besuchte von 1953 bis 1961 die Volks- und Hauptschule und schloss 1966 die Handelsakademie mit der Matura ab. 1966 absolvierte er den Präsenzdienst. 
Niederheumer war von 1967 bis 1970 kaufmännischer Angestellter und von 1970 bis 1971 als Programmierer und Organisator tätig. Er leitete von 1971 bis 1989 ein Rechenzentrum und war ab 1989 Geschäftsführer der Sparkassen-Betriebsgesellschaft m.b.H. 1986 wurde ihm der Titel Kommerzialrat verliehen.

## Politik
Niederhuemer war ab 1991 Gemeinderat in St. Florian und ab 1997 Mitglied des Gemeindevorstandes. Er hatte ab 1994 die Funktion des Ortsparteiobmanns inne und wirkte zudem ab 1990 als Bezirksparteiobmann-Stellvertreter der FPÖ Linz-Land. 1990 wurde er zudem in die Landesparteileitung der FPÖ Oberösterreich gewählt. Niederhuemer vertrat zwischen dem 16. Februar 2000 und dem 12. März 2000 die FPÖ im Nationalrat. Zum Zeitpunkt seiner Angelobung gab er an, sich im Nationalrat insbesondere für finanz- und wirtschaftspolitischen Fragen zu engagieren.

## Privates
Niederhuemer ist verheiratet und hat eine Tochter.

## Publikationen
- Ipftaler Mundartwörterbuch. Die Sprache des oberösterreichischen Zentralraumes. Linz 2004

## Auszeichnungen
- Goldenes Verdienstzeichen des Landes Oberösterreich
- Silbernes Ehrenzeichen des Landes Oberösterreich